# Golanhøjderne
Golanhøjderne (arabisk: هضبة الجولان, hebraisk: רמת הגולן) eller blot Golan er en region i Levanten på omkring 1.800 km². 
Geologisk og biogeografisk refererer betegnelsen til et plateauområde af bjergarten basalt omgrænset af floden Yarmuk i syd,  Genesaret sø og Huladalen i vest,  Antilibanon bjergene med Hermonbjerget i nord og Ruqqad Wadi (et flodleje) i øst.
Geopolitiksk refererer betegnelsen et højdedrag eller grænseområde, som Israel erobrede fra Syrien i seksdageskrigen i 1967. Israel har siden besat/kontrolleret området og de facto annekteret området i 1981. 

## Geografi
Golanhøjderne grænser ligeledes op til Libanon og Jordan. En stor del af området, som har en største længde på 60 km og en største bredde på 25 km og dækker et areal på 1.150 km², ligger i omkring 1000 meters højde. Det højeste punkt er Hermon-bjerget på 2814 m.o.h.

## Striden mellem Israel og Syrien
Den arabisk-israelske krig 1948 endte med, at Golahøjderne blev delvist demilitariseret, og at Syrien erobrede et lille område øst for Genesaret sø og Huladalen, der i 1923 var blevet medtaget som en del af Mandatområdet i Palæstina. På grund af uenighed om administrationen af den demilitariserede zone, og fordi Israel ønskede at få det mistede område tilbage, var der de efterfølgende år en lang række uroligheder i grænseområdet.
I Seksdageskrigen i 1967 erobrede Israel området og ca. 100.000 mennesker flygtede, og siden da har Israel holdt området besat og annekteret det fra 1981.
 Besættelsen blev fordømt af De Forenede Nationers Sikkerhedsråd i FN's resolution 497, hvori det hedder, at "den israelske beslutning om at pålægge dens love, jurisdiktion og administration i de besatte syriske Golan Heights er ugyldig og uden international retsvirkning. Israel fastholder dog, at det har ret til at bevare Golan, idet der henvises til teksten i FN's resolution 242, som kræver "sikre og anerkendte grænser fri for trusler eller voldshandlinger". Imidlertid afviser det internationale samfund israelske krav på titel til territoriet og betragter det som suverænt syrisk territorium.
Virksomheden Genie Energi med bl.a. Jacob Rothschild og Rupert Murdorch i ejerkreds er af Israel blevet tildelt rettigheder til olie- og gasforekomster i det besatte område - i strid med folkeretten.  
Der bor mange israelske bosættere i Golan, og området anvendes bl.a til intensiv kvægbrug og let industri – som er forbudt i henhold til Folkeretten, som siger, at en besættelsesmagt ikke må have aktiviteter, opføre bygninger til civile formål samt have civile boende på besat område. På Golanhøjderne bor ud over de israelske tilflyttere fra gammel tid drusere og alawitter. 
I 2019 har den amerikanske præsident, Donald Trump, underskrevet et dekret, hvor USA anerkender Israels suverænitet over Golanhøjderne.